# Жан-П'єр Бель
Жан-П'єр Бель (фр. Jean-Pierre Bel; 30 грудня 1951, Лавор, Тарн) — французький політичний і державний діяч, член Соціалістичної партії, голова Сенату з 1 жовтня 2011 року до 30 вересня 2014 року. Сенатор з 1998 року, лідер фракції соціалістів у Сенаті з 2004 року.

## Біографія

### Походження, освіта, сім'я
Жан-П'єр Бель народився в сім'ї активістів Руху Опору комуністичних поглядів. Його батько був виконавчим директором з продажу, а мати була звичайним поштовим службовцем.
Закінчив Університет суспільних наук у Тулузі.
У 1977—1982 роках працював главою курорту у Фон-Ромі і директором туристичного офісу.
Першою дружиною Жана-П'єра Беля в 1985—2001 роках була дочка Роберта Ноди, голови Генеральної ради департаменту Ар'єж. Від цього шлюбу у нього дві дочки. У 2009 році він повторно одружився.

### Політична кар'єра
Спочатку Бель був активістом Революційної комуністичної ліги, яку покинув в 1978 році. У 1983 році вступив в Соціалістичну партію.
У 1992 році став мером Міжану в Ар'єжі, а також регіональним радником Південних Піренеїв.
У 1997—1998 роках був радником Даніеля Веллана, міністра по зв'язках з парламентом.
27 вересня 1998 обраний до Сенату від Ар'єж.
У 2001—2004 роках був секретарем Сенату.
Після виборів в Сенат 2004 змінив Клода Естье на посаді лідера фракції соціалістів.
1 жовтня 2011 обраний Головою Сенату після перемоги соціалістів на виборах. За нього проголосувало 179 сенаторів. Бель став першим соціалістом, який очолив Сенат Франції за період П'ятої Республіки.